# Campionati europei cadetti e juniores di scherma 2022
I Campionati europei juniores di scherma e i Campionati europei cadetti di scherma del 2022 sono stati organizzati dalla Confederazione europea di scherma e si sono svolti a Novi Sad in Serbia, dal 3-7 marzo 2022.
Nel fioretto, si sono aggiudicati i titoli dei campionati europei l'italiano Giulio Lombardi, che ha battuto in finale il francese Valerian Castanie, e la britannica Carolina Stutchbury che ha avuto la meglio sull'italiana Irene Bertini.
Nella spada il magiaro Zsombor Keszthelyi ha battuto in finale il britannico Alec Brooke, ottenendo il titolo europeo juniores maschile, mentre tra le donne la russa Anastasiia Rustamova ha superato la magiara Eszter Muhari.
Nella sciabola il tedesco Colin Heathcock prevale sul rumeno Radu Nitu, mentre la francese Amalia Aime ha battuto la turca Nisanur Erbil.

## Podi Juniores

### Uomini
| Specialità  | Oro                | Argento           | Bronzo                       |
| Individuali |                    |                   |                              |
| Fioretto    | Giulio Lombardi    | Valerian Castanie | Eliot Chagnon Paul De Belval |
| Spada       | Zsombor Keszthelyi | Alec Brooke       | Matteo Galassi Yonatan Cohen |
| Sciabola    | Colin Heathcock    | Radu Nitu         | Szymon Hryciuk Remi Garrigue |

### Donne
| Specialità  | Oro                  | Argento       | Bronzo                             |
| Individuali |                      |               |                                    |
| Fioretto    | Carolina Stutchbury  | Irene Bertini | Karina Vasile Lior Druck           |
| Spada       | Anastasiia Rustamova | Eszter Muhari | Katharina Kozielski Greta Gachalyi |
| Sciabola    | Amalia Aime          | Nisanur Erbil | Sugar Battai Felice Herbon         |